# Allen Bell (Radsportler)
Allen Charles Bell (* 11. Oktober 1933 in Ashley (Pennsylvania)) ist ein ehemaliger US-amerikanischer Radrennfahrer.

## Sportliche Laufbahn
Bell war im Bahnradsport und im Straßenradsport aktiv. Er war Teilnehmer der Olympischen Sommerspiele 1956 in Melbourne. Im 1000-Meter-Zeitfahren belegte er den 10. Platz. In der Mannschaftsverfolgung schied der Vierer der USA mit Allen Bell, Richard Cortright, David Rhoads und Art Longsjo in der Vorrunde aus.
Bei den Olympischen Sommerspielen 1960 in Rom war er erneut am Start. Im Zeitfahren kam er auf den 13. Rang. Bell nahm an den Panamerikanischen Spielen 1959 im 1000-Meter-Zeitfahren teil und gewann dort die Goldmedaille.
In der Tour of Somerville kam er fünfmal auf den 2. Platz. 1994 wurde er in die U.S. Bicycling Hall of Fame aufgenommen.